# Spert
Spert è una frazione di 582 abitanti del comune italiano di Alpago della provincia di Belluno in Veneto.
Di origini antiche, il suo nome risale al periodo longobardo, derivando dal nome proprio "Asperht" (così anche per le vicine località di Broz, probabilmente dal nome longobardo "Brozo, Brozilo", e di Farra, dal termine longobardo "fara").

## Geografia fisica
Il centro è situato a 6 km in direzione sud-est rispetto al maggiore centro di Farra d'Alpago, ad un'altitudine di 923 m sul livello del mare. Essendo l'abitato più vicino alla foresta del Cansiglio, Spert è considerata la "Porta del Cansiglio".

### Vie di accesso
Spert è collegata dalla Strada Provinciale "delle Coste d'Alpago" (in direzione Valdenogher) oppure dalla strada comunale che, scendendo da Spert nella valle del "Vallon di Spert" e poi del Runal, conduce a Tomas e poi a Buscole e Farra. Ad est di Spert è possibile salire verso le "Coste de Mai" e la località Sant'Anna (comune di Tambre). Proseguendo da Spert verso sud si entra nella foresta del Cansiglio, passando per la zona dei "Due Ponti" e del "Pezzon". Da Spert in direzione nord si entra nel territorio comunale di Tambre, attraverso la frazione di Broz. Ad ovest rispetto al centro del paese troviamo le località minori di Tanòn e Resenèi.

## Monumenti e luoghi d'interesse
La chiesa di Spert fu costruita nel 1870 e consacrata nel 1892 a San Floriano: la parrocchia, tuttavia, fu fondata solo nel 1948. Il campanile è abbellito da una merlatura di tipo ghibellino e dalla cella campanaria si aprono quattro bifore con balaustre.
Nei dintorni del paese si contano diverse cappelle ed altari votivi, il tipico "tariòl".
Alla parrocchia di Spert sono affiliate la chiesa di Valdenogher (nel comune di Tambre) e la chiesa di Sommacosta.

## Sport
A Spert si svolge un importante torneo di calcio a 8, nel terzo fine settimana del mese di luglio, a cui partecipano molti giocatori del bellunese e dell'alta marca trevigiana.

## Variazioni
La circoscrizione territoriale ha subito le seguenti modifiche: sino al 2016 appartenente al comune di Farra d'Alpago, in seguito al referendum del 23 febbraio 2016 è confluita nel nuovo comune di Alpago (Italia).